# Cyril Marzolo
Cyril Marzolo, né le 14 septembre 1978, est un joueur d'échecs français avec une cote FIDE de 2 393 en 2005 et 2 397 en 2015. Il est un maître international. Du 15 au 27 août 2005, il participe au tournoi pour le championnat de France et termine à la dixième place avec 3,5 points en 11 manches.
Jugé coupable de tricherie lors de l'Olympiade d'échecs à Khanty-Mansiïsk en septembre et octobre 2010, la Fédération internationale des échecs (FIDE) l'a suspendu de toute compétition  pendant une durée de 1 an 1/2, à compter du 1er août 2012.

## Procédure judiciaire pour tricherie
Le 21 janvier 2011, la Fédération française des échecs (FFE) publie un communiqué sur son site Internet indiquant que le grand maître international Arnaud Hauchard, ainsi que le grand maître international Sébastien Feller et le maître international Cyril Marzolo, sont soupçonnés de  « tricherie organisée, manquement grave à l'éthique sportive, atteinte portée à l'image de l'équipe nationale olympique, dans le cadre du championnat du monde d'échecs par équipes qui s'est déroulé à Khanty-Mansiïsk (Russie), du 21 septembre au 3 octobre 2010 », et qu'elle saisit sa Commission de discipline à ce sujet. Le 24 janvier 2011, Sébastien Feller dément les accusations portées contre lui. Feller et Hauchard auraient reconnu avoir triché lors d'une réunion en octobre 2010 devant des cadres de la FFE mais refusent de signer ces aveux. Feller aurait eu besoin de rembourser des dettes de jeu à Marzolo. Hauchard aurait aussi avoué avoir participé à la triche devant d'autres joueurs en 2011 mais nie par la suite. Ils vont s'engager dans de longues procédures judiciaires et administratives visant à nier les faits.
À la suite de l'Olympiade d'échecs à Khanty-Mansiïsk, Cyril Marzolo est en effet accusé d'avoir analysé les parties sur ordinateur et envoyé les coups à jouer par SMS à Arnaud Hauchard, le capitaine de l'équipe de France, ou Feller, de manière codée (sous forme de numéros de téléphone, certains chiffres représentant le numéro des coups, d'autres les cases de départ et d'arrivée). Arnaud Hauchard les transmettait ensuite à Sébastien Feller. Pour ce faire, il se déplaçait dans la salle et sa position indiquait le coup à jouer (chaque joueur de l'équipe de France ou de l'équipe adverse représentait un chiffre ou une lettre, en s'arrêtant un moment derrière lui, Hauchard le désignait à Feller). Sébastien Feller a accompli dans cette Olympiade « une performance hors du commun », lui valant une médaille olympique.
Le 19 mars 2011, la Commission fédérale de discipline de la Fédération française des échecs a reconnu Sébastien Feller, Arnaud Hauchard et Cyril Marzolo coupables d'atteinte à l'éthique sportive pour avoir triché lors du championnat du monde par équipe à Khanty-Mansiïsk. Cette décision est alourdie par la commission d'appel, Sébastien Feller et la fédération ayant fait appel : Feller et Marzolo sont condamnés à 5 ans de suspension et Hauchard à 3 ans. La conciliation du 25 mai 2011 devant le comité national olympique et sportif français a proposé à Sébastien Feller d'accepter la décision de la commission car le dossier ne semble laisser « aucun doute ». Marzolo se désolidarise alors de Feller et Hauchard et avoue sa participation à la tricherie. Sébastien Feller n'a pas pu jouer le Top 12 avec son équipe d'Évry Grand Roque.
Le 29 juin 2011, la Cour d'appel de Versailles a suspendu les sanctions à leur encontre dans l'attente d'un jugement au fond se prononçant sur la légalité de cette sanction. La Cour refuse la transcription des SMS envoyés par Marzolo en raison du secret de la correspondance. La commission d'éthique de la Fédération internationale des échecs a, par un jugement du 1er juillet 2012, déclaré Sébastien Feller coupable de triche durant l'Olympiade de Khanty-Mansiïsk, une compétition officielle (violation du paragraphe 2.2.5 du code d'éthique de la FIDE) et l'a, en conséquence, condamné à une exclusion de tout tournoi homologué par la FIDE pour une durée de 2 ans et 9 mois, à compter du 1er août 2012. Par une ordonnance du 9 août 2012, le juge des référés du Tribunal de grande instance de Versailles l'a débouté de sa demande de suspension de la sanction prononcée par la FIDE. Cette décision a été confirmée par la Cour d'appel de Versailles dans un arrêt du 21 novembre 2012.
Le 28 mai 2019, Feller est condamné par le tribunal correctionnel de Thionville à 6 mois d'emprisonnement avec sursis pour avoir triché lors de l'Olympiade de Khanty-Mansiïsk, faits qualifiés d'« escroquerie ». Arnaud Hauchard et Cyril Marzolo sont condamnés à la même peine. Chacun des trois accusés doit aussi verser 1 euro de dommages et intérêts à la FFE.